# Juan Botasso
Juan Botasso (* 23. Oktober 1908 in Buenos Aires, Argentinien; † 5. Oktober 1950 in Quilmes, Argentinien) war ein argentinischer Fußballspieler.

## Vereinskarriere
Er begann seine Karriere 1927 beim argentinischen Verein Club Atlético Argentino de Quilmes. Dort spielte er bis 1930 und wechselte dann zu Racing Club Avellaneda. 1938 kehrte er zu seinem Heimatklub zurück und spielte dort noch acht weitere Jahre, bis er seine Karriere  beendete.

## Nationalmannschaft
Botasso, der auf der Position des Torwarts spielte, war auch Mitglied der Nationalmannschaft seines Heimatlandes und nahm mit ihr an der ersten Fußball-Weltmeisterschaft 1930 teil. Dort kam er zu zwei Einsätzen. So spielte er sowohl gegen die Nationalmannschaft der USA, als auch im Finale des Turniers gegen die siegreiche Vertretung Uruguays.
Ein Jahr zuvor gehörte er bereits zum am Ende siegreichen argentinischen Aufgebot bei der Campeonato Sudamericano 1929.